# C/1999 S4 (LINEAR)
C/1999 S4 (LINEAR) – kometa najprawdopodobniej jednopojawieniowa, nie powróci już w okolice Słońca.

## Odkrycie i orbita
Kometę tę odkryto w programie LINEAR w roku 1999.
Jej orbita ma kształt hiperboli o mimośrodzie >1. Jej peryhelium znalazło się w odległości 0,765 j.a., nachylenie do ekliptyki to wartość 149,4˚.

## Właściwości fizyczne
Podczas przejścia przez peryhelium jądro rozpadło się na wiele fragmentów, co zostało udokumentowane na zdjęciach z teleskopu Hubble’a.